# Pinin Pacòt
Pour les articles homonymes, voir Pacot.
Giuseppe Pacotto, né à Turin le 20 février 1899 et mort à Castello di Annone le 16 décembre 1964, est un écrivain et poète italien, d’expression piémontaise, italienne et provençale. Il utilise la traduction piémontaise de son nom (Pinin Pacòt) pour signer ses œuvres.

## Biographie
À ses débuts, Pinin Pacòt, qui est un étudiant et un admirateur de Frédéric Mistral, versifie en italien et en provençal, mais à partir des années 20 il écrit exclusivement en piémontais. Il est membre en 1933 de la délégation piémontaise qui se rend à Maillane pour rendre hommage au Maître.
En 1927, avec Oreste Gallina et Virginio Fiochetto, il commença à publier le journal Ij Brandé - Arvista 'd poesia, qui s’arrête au bout de cinq numéros. Entre-temps, il devient le principal animateur de la Companìa dij Brandé qui œuvre pour redonner du prestige à la poésie piémontaise.